# Mayschoß
Mayschoß település Németországban, Rajna-vidék-Pfalz tartományban. Lakosainak száma 765 fő (2023. december 31.).

## Népesség
A település népességének változása:
| Lakosok száma | 984  | 893  | 914  | 911  | 822  | 795  | 765  |
|               | 1975 | 2015 | 2017 | 2019 | 2021 | 2022 | 2023 |